# ولاية نابل
ولاية نابل إحدى ولايات الجمهورية التونسية الأربع والعشرين. تمتد الولاية على مساحة 2788 كم2 ويبلغ عدد سكانها 787.920 حسب إحصائيات سنة 2014.

## التاريخ
تم إحداث الولاية في 21 جوان 1956. تسمى أيضا الوطن القبلي، وهو اسم غير رسمي. كما كانت تسمى ولاية الوطن القبلي من 25 سبتمبر 1957 إلى 17 سبتمبر 1964 كما أطلق إسم الجزيرة على الوطن القبلي خاصة من قبل سكان تونس العاصمة قديما و هذا لطبيعة المنطقة فهي شبه جزيرة

## الموقع الجغرافي
تقع ولاية نابل على ضفاف البحر الأبيض المتوسط شمالا وشرقا وجنوبا كما تطل المنطقة على الحوضين الشرقي و الغربي للمتوسط

## مناخ
| البيانات المناخية لـنابل          | البيانات المناخية لـنابل | البيانات المناخية لـنابل | البيانات المناخية لـنابل | البيانات المناخية لـنابل | البيانات المناخية لـنابل | البيانات المناخية لـنابل | البيانات المناخية لـنابل | البيانات المناخية لـنابل | البيانات المناخية لـنابل | البيانات المناخية لـنابل | البيانات المناخية لـنابل | البيانات المناخية لـنابل | البيانات المناخية لـنابل |
| الشهر                             | يناير                    | فبراير                   | مارس                     | أبريل                    | مايو                     | يونيو                    | يوليو                    | أغسطس                    | سبتمبر                   | أكتوبر                   | نوفمبر                   | ديسمبر                   | المعدل السنوي            |
| --------------------------------- | ------------------------ | ------------------------ | ------------------------ | ------------------------ | ------------------------ | ------------------------ | ------------------------ | ------------------------ | ------------------------ | ------------------------ | ------------------------ | ------------------------ | ------------------------ |
| الدرجة القصوى °م (°ف)             | 24 (76)                  | 23 (74)                  | 28 (83)                  | 27 (80)                  | 29 (84)                  | 36 (97)                  | 39 (103)                 | 41 (105)                 | 37 (99)                  | 34 (94)                  | 26 (79)                  | 23 (74)                  | 41 (105)                 |
| متوسط درجة الحرارة الكبرى °م (°ف) | 15 (59)                  | 16 (60)                  | 17 (62)                  | 18 (65)                  | 22 (71)                  | 26 (79)                  | 29 (85)                  | 30 (86)                  | 28 (82)                  | 24 (76)                  | 20 (68)                  | 16 (61)                  | 22 (71)                  |
| متوسط درجة الحرارة الصغرى °م (°ف) | 9 (49)                   | 10 (50)                  | 11 (52)                  | 19 (66)                  | 17 (63)                  | 21 (70)                  | 24 (75)                  | 24 (76)                  | 23 (73)                  | 19 (67)                  | 15 (59)                  | 11 (52)                  | 17 (63)                  |
| أدنى درجة حرارة °م (°ف)           | 2 (36)                   | 2 (36)                   | 4 (40)                   | 7 (45)                   | 11 (52)                  | 16 (60)                  | 17 (63)                  | 19 (67)                  | 15 (59)                  | 9 (49)                   | 6 (43)                   | 3 (38)                   | 2 (36)                   |
| المصدر: Weatherbase               |                          |                          |                          |                          |                          |                          |                          |                          |                          |                          |                          |                          |                          |

## الاقتصاد
يعتمد اقتصاد ولاية نابل على السياحة نظرا لموقعها المتميز واحتوائها مدينة الحمامات، إحدى أبرز الوجهات السياحية في تونس كما الفلاحة أهمية كبرى في الولاية فهي تحتوي على أراضي خصبة و متنوعة الإنتاج من الفلفل و الفراولة في معتمدية قربةقربة (نابل) إلى القوارص في كل من منزل بوزلفةمنزل بوزلفة و بني خلاد بني خلاد (تونس)

### السياحة
ولاية نابل هي أول قطب سياحي في تونس. فيوجد فيها حوالي 150 فندق بطاقة استيعابية تصل إلى 45000 سرير وهو ما يساوي ربع الطاقة الاستيعابية في تونس وتتوزع الفنادق بالشكل الآتي.
- 5 نجوم: 8 فندق
- 4 نجوم: 29 فندق
- 3 نجوم: 45 فندق
- 2 نجوم: 31 فندق
- 1 نجمة: 9 فندق

تعتبر مدينة الحمامات أكبر المدن السياحية في تونس وهي متواجدة في مدخل مدينة نابل. وكذلك قربص التي تشتهر بجبالها الباسقة وبحارها التي تصب فيها عيون عديدة وأشهرها عين عتروس.

### الزراعة
تساهم ولاية نابل بـ15 % من الإنتاج الزراعي الوطني التونسي. تبلغ المساحة الصالحة للزراعة 246000 هكتار وهو ما يشكل 4% من المساحة الصالحة الوطنية. بين سنة 1997 وسنة 2000 عرفت الاستثمارات في المجال الزراعي بولاية نابل ارتفاعا بنسبة 36%. تبلغ نسبة إنتاج العنب بالولاية 80% من الإنتاج التونسي للعنب. وكذلك تعرف باسم «الوطن القبلي» ولها إنتاج هام من القوارص وهي معروفة جهويا بها.

## التوزع السكاني
| المعتمدية                     | عدد السكان (2004) |
| ----------------------------- | ----------------- |
| بني خلاد                      | 33٬897            |
| بني خيار                      | 35٬565            |
| بوعرقوب                       | 27٬846            |
| دار شعبان الفهري              | 39٬477            |
| الهوارية                      | 39٬378            |
| الميدة                        | 23٬667            |
| قرمبالية                      | 55٬489            |
| حمام الأغزاز                  | 14٬324            |
| الحمامات                      | 95٬468            |
| قليبية                        | 53٬648            |
| قربة                          | 60٬564            |
| منزل بوزلفة                   | 33٬599            |
| منزل تميم                     | 59٬463            |
| نابل                          | 59٬490            |
| سليمان                        | 41٬846            |
| تاكلسة                        | 20٬169            |
| المصدر: المعهد الوطني للإحصاء |                   |

## التعليم
تظم ولاية نابل مجموعة من المؤسسات الجامعية التابعة لجامعة قرطاج، أبرزها المعهد التحضيري للدراسات الهندسية بنابل.

## الرياضة
ينشط في ولاية نابل عدة أندية رياضية أبرزها الملعب النابلي وينتمي إلى دوري الرابطة المحترفة الثانية التونسي. إلى جانب فرع كرة السلة وهو الفريق الأكثر تتويج في تونس بحصوله على 20 لقب محلي ولقب عربي سنة 1997 بقيادة منير قارة علي وحسان نداي وسفيان بن عمر وناجح عبيد إلخ... كذلك فرع كرة الرغبي الأكثر تتويج في تونس وهو الممول رقم واحد للمنتخب الوطني... هذا دون الحديث عن الألعاب الفردية والميداليات العربية والعالمية...

## روابط خارجية
- الموقع الرسمي لولاية نابل.